# Mateo Orozco

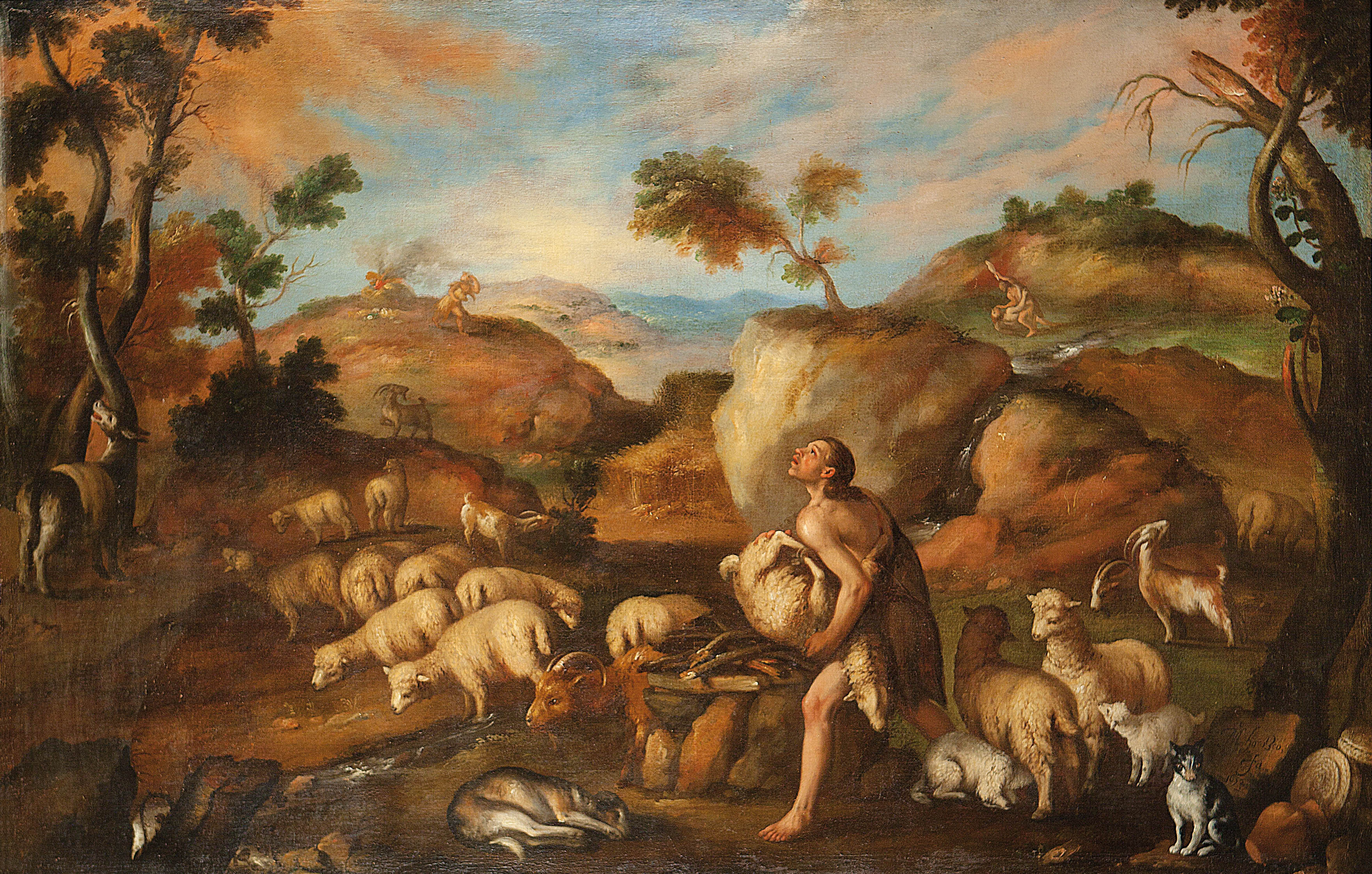
Caín y Abel, óleo sobre lienzo, 107 x 165 cm, firmado “M horozco / fa…/1652”, procedente de la colección del duque de Hernani.

Mateo Orozco (fl. 1634-1652) fue un pintor barroco español avecindado en Porquerizas (actual Miraflores de la Sierra), desde donde trabajó asiduamente en compañía de su hermano Eugenio Orozco para la cercana Cartuja de El Paular y otras iglesias del antiguo Arzobispado de Toledo.

## Biografía y obra
El trabajo de los hermanos para Santa María de El Paular se documenta entre 1634 y 1651. Los contratos y recibos de pago, firmados siempre por Eugenio aunque en ocasiones se mencionase en ellos también a Mateo, permiten deducir que era Eugenio quien encabezaba el taller. 
Seguidores de Vicente Carducho, lo que de su trabajo en la Cartuja se ha conservado, firmado todo por Eugenio, perpetúa el estilo escurialense en fechas avanzadas, con modesta inventiva y vivos colores. También hay recuerdos escurialenses en la figura monumental del San Antonio de Padua de la colegiata de Pastrana, firmado por Mateo. 
En 1652, muerto quizá Eugenio, Mateo firmó en un estilo algo más avanzado la Aparición de la Virgen a San Antonio del convento de las Úrsulas de Alcalá de Henares, donde también firmado por Mateo se conserva un lienzo con los Arcángeles, a los que el pintor trató de dotar de movilidad barroca con limitado éxito. Del mismo año es el Caín y Abel de colección particular, escena bíblica tratada a la manera de un paisaje con figuras, género al que pertenecen también Jacob y Raquel y el Anuncio a los pastores de colección privada, obras derivadas directamente de motivos creados por Pedro de Orrente.